# 東妻純平
東妻 純平（あづま じゅんぺい、2001年7月3日 - ）は、和歌山県和歌山市出身のプロ野球選手（捕手、外野手）。右投右打。横浜DeNAベイスターズ所属。
兄は千葉ロッテマリーンズ所属の東妻勇輔。

## 経歴

### プロ入り前
小学校1年の時から野球を始め、紀伊中学校時代は紀州ボーイズに所属。智弁和歌山では遊撃手から捕手に転向。1年夏からベンチ入りし甲子園には5期連続出場。1学年上に林晃汰、同学年に黒川史陽がいる。2年の時に元プロ野球選手で捕手の中谷仁が監督となり、同じ捕手の中谷から捕手に関する指導を受けた。高校通算34本塁打。
2019年10月17日に行われたドラフト会議では、横浜DeNAベイスターズから4位指名を受け、契約金4180万円、年俸615万円で入団した（金額は推定）。背番号は57。苗字が同音異字（あずま）である東克樹が在籍しているため、背ネームは「J.AZUMA」となり、アナウンスは両者ともフルネームとなる。

### DeNA時代
2020年は一軍出場が無く、イースタン・リーグ公式戦には32試合に出場し、打率.070、0本塁打と打撃面の課題が露呈した。シーズンオフにみやざきフェニックス・リーグに出場した。
2021年も一軍出場は無く、二軍では64試合に出場し、打率.153、1本塁打だった。外野手が不足したチーム事情もあり、外野守備も経験した。また、2年連続でフェニックスリーグに出場する。オフに、現状維持の推定年俸620万円で契約を更改した。
2022年も一軍出場は無かったが、二軍では59試合に出場し、打率.244、2本塁打と打撃に成長を見せた。
2023年も一軍出場は無く、二軍では61試合に出場し打率.226、4本塁打だった。シーズン終了後、オーストラリアのウインターリーグ (ABL) に参加し、キャンベラ・キャバルリーの一員としてプレー。12月5日には週間最優秀打者に選出された他、本職ではない外野手や一塁手としても出場し、4番打者も務めた。最終的にABLでは35試合に出場し、打率.267、2本塁打の成績を収めた。
2024年は、春季キャンプで初めてA班（一軍）に振り分けられ、捕手だけでなく外野練習にも取り組む。3月6日のオープン戦では千葉ロッテマリーンズ所属の兄、東妻勇輔投手との兄弟対決が実現し、二塁打を放った。外野での出場が中心になりながら二軍戦76試合に出場して打率.192ながら5本塁打を記録すると、9月16日、一軍正捕手の山本祐大の骨折による離脱を受けて、5年目にして初めて出場選手登録された。同日の広島東洋カープ戦（MAZDA Zoom-Zoom スタジアム広島）で、9回裏から左翼手として守備に入りプロ初出場した。9月20日の阪神タイガース戦（横浜スタジアム）では、4回裏に坂本裕哉の代打として出場し、島本浩也から粘りながらもストレートを左中間に打ち返し、プロ初打席で初安打となる適時二塁打を放った。1点差に迫られていた中でチームの勝利に繋がる貴重な追加点となり、初めてのお立ち台も経験した。捕手として起用されることはなく、10月2日に登録を抹消された。チームがクライマックスシリーズに進出し、伊藤光が肉離れで離脱すると10月17日に再度出場選手登録されたが、出場機会はなく、日本シリーズ出場資格者名簿からも外れた。
2025年も捕手登録のままとなる。自身初の開幕一軍入りを果たした。その後、出場機会のないまま4月3日に登録を抹消され、4月13日に最短の10日間で再登録されたが、再び出場機会がないまま、5月5日に登録を抹消された。6月6日に再び一軍登録され、13日の対福岡ソフトバンクホークス戦で8番・左翼手でプロ入り初のスタメン出場をしたが、2打席三振に終わり、18日に再度抹消された。

## 選手としての特徴

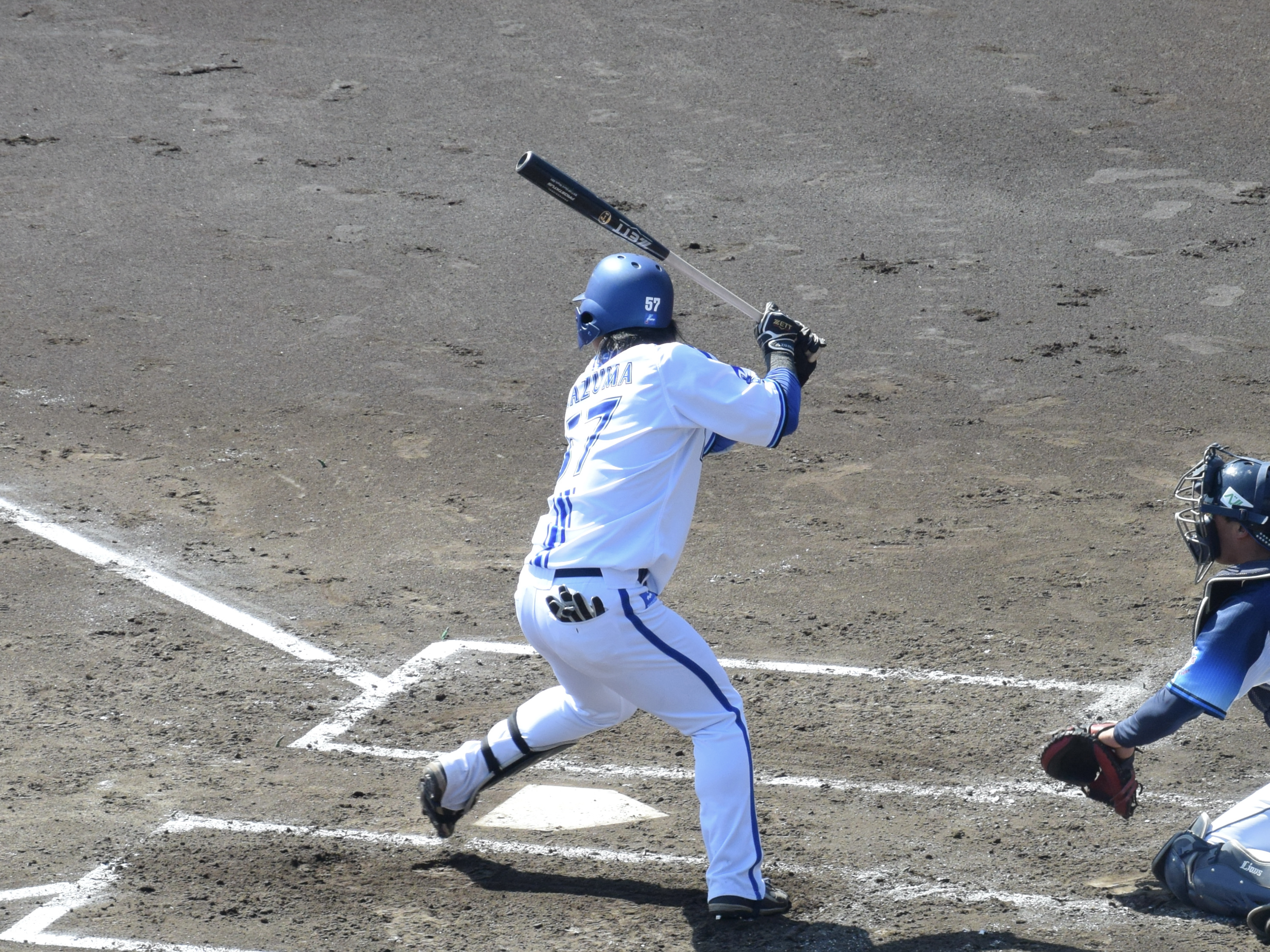
2024年3月22日（打撃フォーム）

遠投125メートルの強肩を最大限に生かし、二塁への送球時間は最速1秒84を誇る。

## 詳細情報
| 年 度     | 球 団     | 試 合 | 打 席 | 打 数 | 得 点 | 安 打 | 二 塁 打 | 三 塁 打 | 本 塁 打 | 塁 打 | 打 点 | 盗 塁 | 盗 塁 死 | 犠 打 | 犠 飛 | 四 球 | 敬 遠 | 死 球 | 三 振 | 併 殺 打 | 打 率 | 出 塁 率 | 長 打 率 | O P S |
| --------- | --------- | ----- | ----- | ----- | ----- | ----- | -------- | -------- | -------- | ----- | ----- | ----- | -------- | ----- | ----- | ----- | ----- | ----- | ----- | -------- | ----- | -------- | -------- | ----- |
| 2024      | DeNA      | 3     | 2     | 2     | 0     | 1     | 1        | 0        | 0        | 2     | 1     | 0     | 0        | 0     | 0     | 0     | 0     | 0     | 0     | 0        | .500  | .500     | 1.000    | 1.500 |
| 通算：1年 | 通算：1年 | 3     | 2     | 2     | 0     | 1     | 1        | 0        | 0        | 2     | 1     | 0     | 0        | 0     | 0     | 0     | 0     | 0     | 0     | 0        | .500  | .500     | 1.000    | 1.500 |

- 2024年度シーズン終了時

### 年度別守備成績
| 年 度 | 球 団 | 外野  | 外野  | 外野  | 外野  | 外野  | 外野     |
| 年 度 | 球 団 | 試 合 | 刺 殺 | 補 殺 | 失 策 | 併 殺 | 守 備 率 |
| ----- | ----- | ----- | ----- | ----- | ----- | ----- | -------- |
| 2024  | DeNA  | 1     | 1     | 0     | 0     | 0     | 1.000    |
| 通算  | 通算  | 1     | 1     | 0     | 0     | 0     | 1.000    |

- 2024年度シーズン終了時

### 記録
初記録
- 初出場：2024年9月16日、対広島東洋カープ24回戦（MAZDA Zoom-Zoom スタジアム広島）、9回裏に左翼手として出場
- 初打席・初安打・初打点：2024年9月20日、対阪神タイガース21回戦（横浜スタジアム）、4回裏に坂本裕哉の代打で出場、島本浩也から左中間適時二塁打[30]
- 初先発出場：2025年6月13日、対福岡ソフトバンクホークス1回戦（みずほPayPayドーム福岡）、8番・左翼手で先発出場[28]

### 背番号
- 57（2020年[8] - ）